# Murrumbidgee
 Murrumbidgee är den största floden i de australiska delstaterna New South Wales och Australian Capital Territory. Det är den största bifloden till Murrayfloden.
Ordet Murrumbidgee betyder "stort vatten" på det lokala aboriginspråket Wiradjuri.